# Süng
Süng is een deel van de gemeente Lindlar in  de Oberbergischer Kreis in het Rijnland in Noordrijn-Westfalen in Duitsland.  
Süng is een van oorsprong Ripuarisch sprekende plaats, en ligt aan de Uerdinger Linie.  

## Delen van Süng
- Kapellensüng
- Bonnersüng
- Löhsüng